# Лазарев, Сергей Николаевич (георгиевский кавалер)
Сергей Николаевич Лазарев (6 июня 1876 — ?) — полковник Российской императорской армии; участник Первой мировой войны, кавалер семи орденов (в том числе ордена Святого Георгия 4-й степени) и обладатель Георгиевского оружия.

## Биография
Родился 5 июня 1876 года. В 1894 году окончил Александровский кадетский корпус
В Российской императорской армии с 17 сентября того же года. В 1896 году окончил Николаевское кавалерийское училище по 1-му разряду. Служил в лейб-гвардии Гродненском гусарском полку. 12 августа 1896 года получил чин корнета, со старшинством с того же дня. 12 августа 1900 года получил старшинство в чине поручика. 12 августа 1904 года получил старшинство в чине штабс-ротмистра. 12 августа 1908 года получил старшинство в чине ротмистра. 6 апреля 1914 года получил старшинство в чине полковника.
Участвовал в Первой мировой войне. По состоянию на 1917 год находился в том же чине и служил в том же полку. С 23 апреля 1917 года по 3 июня 1917 года был командиром Архангелогородского 19-го драгунского полка. С 3 июня 1917 года по ноябрь того же года был командиром лейб-гвардии Гродненского гусарского полка.

## Награды
- Орден Святого Георгия 4-й степени (2 июня 1915)[1];
- Георгиевское оружие (11 сентября 1916)[1];
- Орден Святого Владимира 3-й степени с мечами (9 августа 1916)[1];
- Орден Святого Владимира 4-й степени с мечами и бантом (19 ноября 1914)[1];
- Орден Святой Анны 2-й степени с мечами (19 ноября 1914)[1];
- Орден Святой Анны 2-й степени (1910) с мечами (23 февраля 1915)[1];
- Орден Святого Станислава 2-й степени (1913) с мечами (14 ноября 1915)[1];
- Орден Святого Станислава 3-й степени (дата награждения орденом неизвестна)с мечами и бантом (3 апреля 1915)[1].